# Gattières
Gattières est une commune française située dans le département des Alpes-Maritimes, en région Provence-Alpes-Côte d'Azur. Le village tire son nom de gatieras car il se trouve au niveau d'un gué utilisé au moins depuis l'époque romaine[réf. nécessaire].
Ses habitants sont appelés les Gattiérois.

## Géographie

### Localisation
Gattières est situé entre Carros et Saint-Laurent-du-Var et surplombe la vallée du Var.

### Géologie et relief
Village perché dominant la vallée du Var, sous la chaîne des Baous, avec en reliefs la montagne du Chiers et le sommet du Perséguier.
C'est une des 45 communes du Parc naturel régional des Préalpes d'Azur.

### Catastrophes naturelles - Sismicité
Le 2 octobre 2020, de nombreux villages des diverses vallées des Alpes-Maritimes (Breil-sur-Roya, Fontan, Roquebillière, St-Martin-Vésubie, Tende...) sont fortement impactés par un "épisode méditerranéen" de grande ampleur. Certains hameaux sont restés inaccessibles jusqu'à plus d'une semaine après la catastrophe et l'électricité n'a été rétablie que vers le 20 octobre. L'Arrêté du 7 octobre 2020 portant reconnaissance de l'état de catastrophe naturelle a identifié 55 communes, dont Gattières, au titre des "Inondations et coulées de boue du 2 au 3 octobre 2020".
Commune située dans une zone de sismicité moyenne.

### Hydrographie et les eaux souterraines
Cours d'eau sur la commune ou à son aval :
- vallon du ruth,
- fleuve le Var.

Gattières dispose de la station d'épuration de Saint-Martin du Var d'une capacité de 80 000 équivalent-habitants.

### Climat
Pour des articles plus généraux, voir Climat de Provence-Alpes-Côte d'Azur et Climat des Alpes-Maritimes.
En 2010, le climat de la commune est de type climat méditerranéen franc, selon une étude du Centre national de la recherche scientifique s'appuyant sur une série de données couvrant la période 1971-2000. En 2020, Météo-France publie une typologie des climats de la France métropolitaine dans laquelle la commune est exposée à un climat méditerranéen et est dans la région climatique  Var, Alpes-Maritimes, caractérisée par une pluviométrie abondante en automne et en hiver (250 à 300 mm en automne), un très bon ensoleillement en été (fraction d’insolation > 75 %), un hiver doux (8 °C) et peu de brouillards.
Pour la période 1971-2000, la température annuelle moyenne est de 15 °C, avec une amplitude thermique annuelle de 15,6 °C. Le cumul annuel moyen de précipitations est de 931 mm, avec 5,9 jours de précipitations en janvier et 2,7 jours en juillet. Pour la période 1991-2020, la température moyenne annuelle observée sur la station météorologique de Météo-France la plus proche, « Nice », sur la commune de Nice à 10 km à vol d'oiseau, est de 16,3 °C et le cumul annuel moyen de précipitations est de 791,3 mm. 
La température maximale relevée sur cette station est de 37,7 °C, atteinte le 1er août 2006 ; la température minimale est de −7,2 °C, atteinte le 9 janvier 1985,,.
Les paramètres climatiques de la commune ont été estimés pour le milieu du siècle (2041-2070) selon différents scénarios d'émission de gaz à effet de serre à partir des nouvelles projections climatiques de référence DRIAS-2020. Ils sont consultables sur un site dédié publié par Météo-France en novembre 2022.

### Voies de communications et transports

#### Voies routières
Située sur le tracé de la voie romaine avec son gué sur le Var, l'accès se fait aujourd'hui principalement depuis le Pont de Saint-Isidore route M 2210 et à partir de la Route nationale 202.,

#### Transports en commun
Transport en Provence-Alpes-Côte d'Azur
Commune desservie par le réseau Lignes d'Azur.
Jusqu'en 1950, Gattières était desservie par train, et avait une halte sur la Ligne Central-Var des Chemins de Fer de Provence,.

### Intercommunalité
Commune membre de la Métropole Nice Côte d'Azur.

## Urbanisme

### Typologie
Au 1er janvier 2024, Gattières est catégorisée ceinture urbaine, selon la nouvelle grille communale de densité à 7 niveaux définie par l'Insee en 2022.
Elle appartient à l'unité urbaine de Nice, une agglomération intra-départementale dont elle est une commune de la banlieue,. Par ailleurs la commune fait partie de l'aire d'attraction de Nice, dont elle est une commune de la couronne,. Cette aire, qui regroupe 100 communes, est catégorisée dans les aires de 200 000 à moins de 700 000 habitants,.

### Occupation des sols
L'occupation des sols de la commune, telle qu'elle ressort de la base de données européenne d’occupation biophysique des sols Corine Land Cover (CLC), est marquée par l'importance des forêts et milieux semi-naturels (50,4 % en 2018), une proportion sensiblement équivalente à celle de 1990 (50,7 %). La répartition détaillée en 2018 est la suivante : 
forêts (26,3 %), zones urbanisées (24,9 %), milieux à végétation arbustive et/ou herbacée (21,8 %), zones agricoles hétérogènes (12,7 %), zones industrielles ou commerciales et réseaux de communication (5 %), eaux continentales (3,7 %), espaces verts artificialisés, non agricoles (3,3 %), espaces ouverts, sans ou avec peu de végétation (2,3 %).
L'évolution de l’occupation des sols de la commune et de ses infrastructures peut être observée sur les différentes représentations cartographiques du territoire : la carte de Cassini (XVIIIe siècle), la carte d'état-major (1820-1866) et les cartes ou photos aériennes de l'IGN pour la période actuelle (1950 à aujourd'hui).

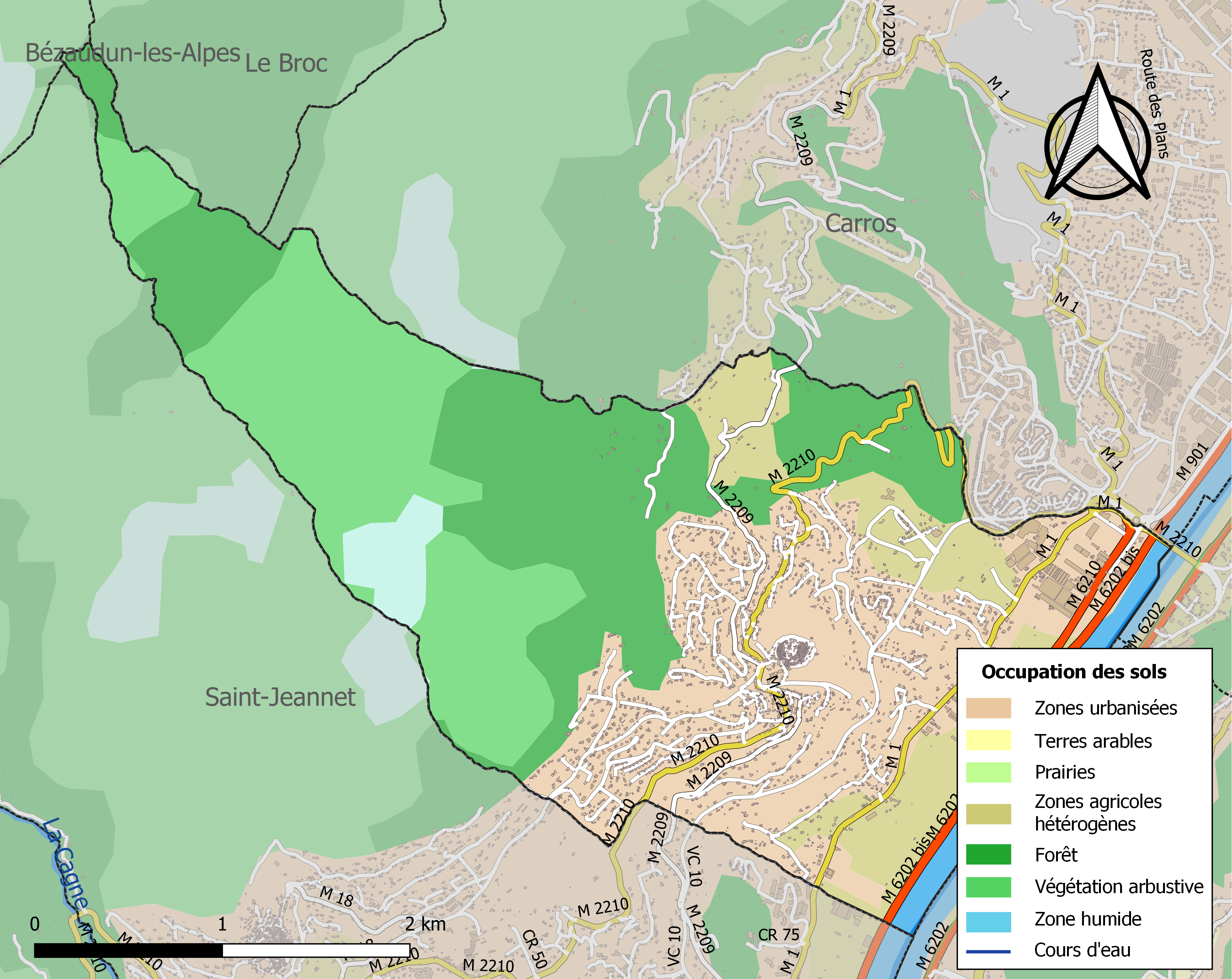
Carte de l'occupation des sols de la commune en 2018 (CLC).

## Toponymie
Différentes hypothèses sont à l'origine du nom de la localité :
- la première explication provient d'une formation végétale dite « herbe à chat ». On peut aussi penser au latin « cattus », « chat » avec le suffixe -aria ;
- la deuxième hypothèse s'explique par la situation stratégique du bourg, lieu de passage du Var inclinant à penser au latin « vadum », gué, « gat » en nissart ;
- la troisième signification repose sur le constat que la terre serait mauvaise, peu fertile « terre gaste ».

## Histoire

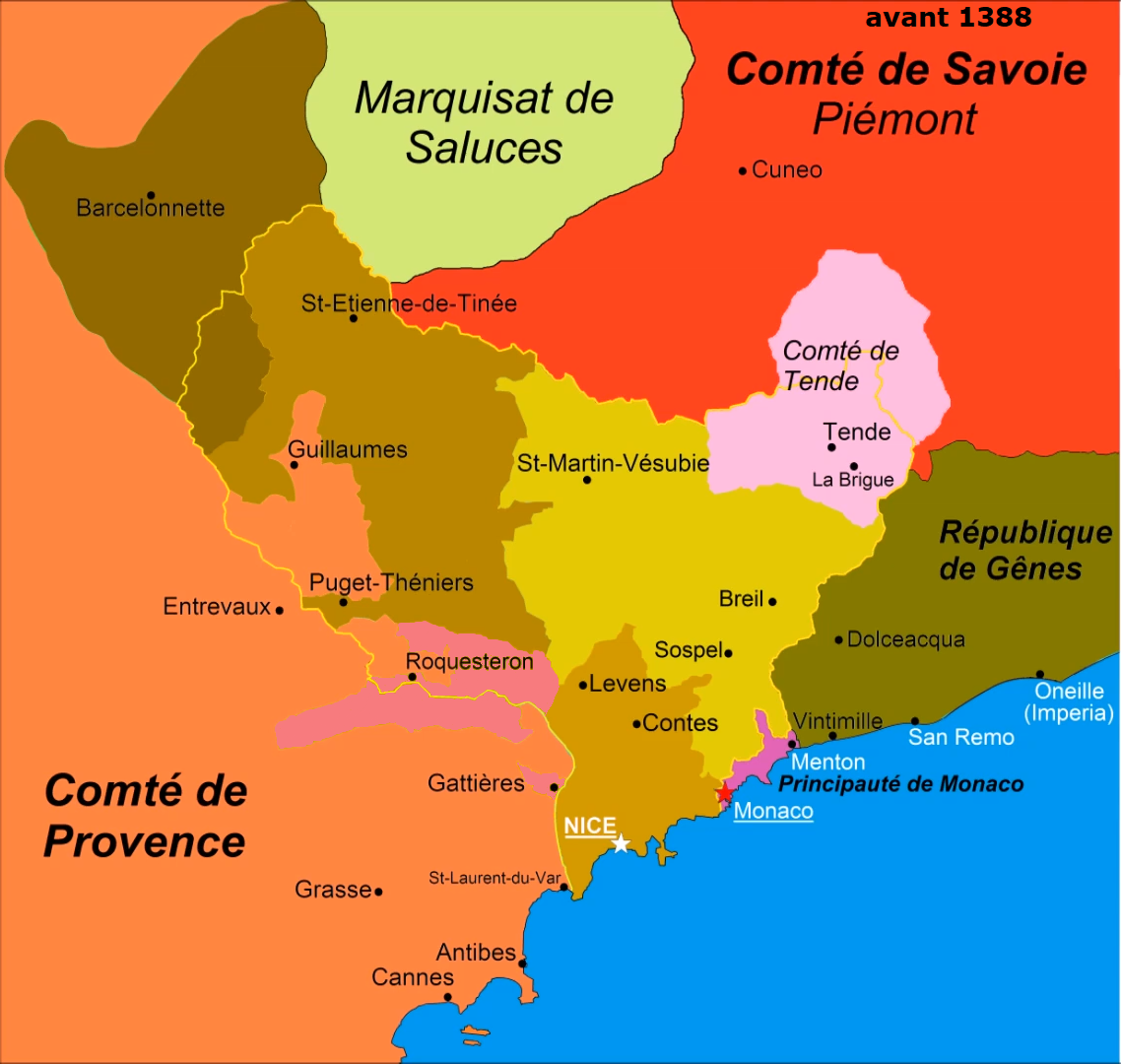
Les territoires au moment de la dédition en 1388
viguerie de Nice
val de Lantosque
viguerie de Puget-Théniers
viguerie de Barcelonnette
baillie de Villeneuve

Éperon dominant le Var, le rocher de Gastes aux escarpements naturels offrait un emplacement idéal et stratégique aux aborigènes ligures.
Située sur le tracé de la voie romaine avec son gué sur le Var, Gattières détenait une position stratégique importante qui lui valut un passé tourmenté. En temps de guerre, elles furent hélas nombreuses, les prises et les pertes alternatives du village étaient fréquentes.
En 1388, le Var devint la frontière orientale du comté de Provence, à la suite de la dédition de Nice à la Savoie. Le territoire de Gattières, jusqu'alors dépendant du baillie de Villeneuve resta cependant une enclave savoyarde sur la rive droite du Var et ce jusqu'en 1760, année où un traité entre les royaumes de Sardaigne et de France l'intégra au territoire national français.
Profitant des troubles qui règnent en Provence, le comte Amédée VII de Savoie s'assure la trahison du gouverneur de Nice et le 28 septembre 1388, coup de théâtre : Nice et son arrière-pays se détachent de la Provence et se donnent à la Savoie.
Allégret de Mauléon, capitaine gascon souvent qualifié d'« aventurier », mais comptant de hautes attaches en Savoie, s'était emparé de la place de Gattières au cours d'un coup de main auquel Amédée VII n'était peut-être pas étranger. Le 25 octobre 1388, De Mauléon vendait Gattières à Amédée VII pour le prix de 2 000 florins.
La Savoie possédait ainsi une tête de départ en rive droite du Var. L'importance de cet évènement se vérifia lors des guerres entre les deux rives du Var. Le blason de Gattières rappelle ce fait historique : « De gueules au lion d'or tenant en sa patte dextre une tour d'argent chargée d'une croix du premier ».
C'est ainsi que pendant près de 400 ans (1388-1760) Gattières suivra les destinées du comté de Nice, d'abord savoyarde, puis sarde et servit de nombreuses fois de tête de pont à des incursions Savoyardes et Impériales en France. Le traité de Turin (24 mars 1760) rectifiera la frontière entre le royaume de France et celui de la Sardaigne. Depuis son embouchure jusqu'au confluent de l'Estéron, le Var divisera les deux états. Gattières est ainsi séparé du comté de Nice et rattaché à la France.
La commune est marquée par l'arrestation de nombreux villageois par les Allemands en 1944, dont Ange Grassi et Séraphin Torrin, torturés par la Gestapo niçoise puis pendus avenue de la Victoire à Nice.
En 1971, la commune fera également la une de l'actualité judiciaire, avec le meurtre de la petite Danièle Marra âgée de 7 ans et la tentative d'assassinat sur sa mère Cortena, alors enceinte de huit mois. Le coupable Ali Ben Yanes, surnommé bientôt « l'égorgeur de Gattières » sera condamné à mort et exécuté à la prison des Baumettes à Marseille en 1973. Son cousin Hocine qui était son complice sera incarcéré pendant plus de trente ans.
Six habitants du village ont péri lors de l'attentat du 14 juillet 2016 commis à Nice sur la promenade des Anglais.

## Politique et administration

### Budget et fiscalité 2019
En 2019, le budget de la commune était constitué ainsi :
- total des produits de fonctionnement : 4 991 000 €, soit 1 197 € par habitant ;
- total des charges de fonctionnement : 392 000 €, soit 941 € par habitant ;
- total des ressources d'investissement : 2 141 000 €, soit 513 € par habitant ;
- total des emplois d'investissement : 1 711 000 €, soit 410 € par habitant ;
- endettement : 2 740 000 €, soit 657 € par habitant.

Avec les taux de fiscalité suivants :
- taxe d'habitation : 15,65 % ;
- taxe foncière sur les propriétés bâties : 21,75 % ;
- taxe foncière sur les propriétés non bâties : 32,91 % ;
- taxe additionnelle à la taxe foncière sur les propriétés non bâties : 0,00 % ;
- cotisation foncière des entreprises : 0,00 %.

Chiffres clés Revenus et pauvreté des ménages en 2017 : médiane en 2017 du revenu disponible, par unité de consommation : 25 150 €.

## Économie

### Entreprises et commerces

#### Agriculture
- Autrefois la culture principale était les olives et les fleurs d’oranger. Les Plans de Gattières, situés le long du Var comptent un grand nombre d’agriculteurs, qui cultivent légumes, fruits, fleurs et plantes aromatiques.
- Les jardins partagés[29].

#### Tourisme
- Hôtel.
- Gîtes et chambres d'hôtes.
- restaurants[30].

#### Commerces
- Commerces de proximité[31].
- Sur la Plaine du Var, se regroupent les 3 clubs d’entreprises : Carros / Le Broc, Saint-Jeannet / Gattières / La Gaude et Saint-Laurent-du-Var. Ils assurent depuis de nombreuses années la promotion et le développement du premier pôle industriel des Alpes-Maritimes[32].

## Population et société

### Démographie

#### Évolution démographique
L'évolution du nombre d'habitants est connue à travers les recensements de la population effectués dans la commune depuis 1793. Pour les communes de moins de 10 000 habitants, une enquête de recensement portant sur toute la population est réalisée tous les cinq ans, les populations de référence des années intermédiaires étant quant à elles estimées par interpolation ou extrapolation. Pour la commune, le premier recensement exhaustif entrant dans le cadre du nouveau dispositif a été réalisé en 2006.

En 2022, la commune comptait 4 345 habitants, en évolution de +5,59 % par rapport à 2016 (Alpes-Maritimes : +2,85 %, France hors Mayotte : +2,11 %).
| 1793 | 1800 | 1806 | 1821 | 1831 | 1836 | 1841 | 1846 | 1851 |
| ---- | ---- | ---- | ---- | ---- | ---- | ---- | ---- | ---- |
| 612  | 554  | 518  | 701  | 711  | 773  | 767  | 755  | 798  |

| 1856 | 1861 | 1866 | 1872 | 1876 | 1881 | 1886 | 1891 | 1896 |
| ---- | ---- | ---- | ---- | ---- | ---- | ---- | ---- | ---- |
| 777  | 657  | 619  | 578  | 549  | 537  | 564  | 680  | 573  |

| 1901 | 1906 | 1911 | 1921 | 1926 | 1931 | 1936 | 1946 | 1954 |
| ---- | ---- | ---- | ---- | ---- | ---- | ---- | ---- | ---- |
| 529  | 564  | 566  | 553  | 535  | 586  | 598  | 616  | 631  |

| 1962 | 1968  | 1975  | 1982  | 1990  | 1999  | 2006  | 2011  | 2016  |
| ---- | ----- | ----- | ----- | ----- | ----- | ----- | ----- | ----- |
| 851  | 1 005 | 1 380 | 2 051 | 2 997 | 3 583 | 4 018 | 4 036 | 4 115 |

| 2021  | 2022  | - | - | - | - | - | - | - |
| ----- | ----- | - | - | - | - | - | - | - |
| 4 287 | 4 345 | - | - | - | - | - | - | - |

### Enseignement
Établissements d'enseignements :
- Écoles maternelles et primaires[38],
- Collèges à Carros, Saint-Jeannet,
- Lycées à Vence.

### Santé
Professionnels et établissements de santé :
- Médecins à Gattières, Colomars, Saint-Jeannet,
- Pharmacies à Gattières, Colomars, Saint-Jeannet,
- Hôpitaux à Saint-Jeannet.

### Cultes
- Culte catholique, Paroisse Saint-Véran Saint-Lambert[40], Diocèse de Nice.

## Culture locale et patrimoine

### Lieux et monuments
- Église Saint-Nicolas, édifice romano-gothique de type provençal des XIVe et XVe siècles (et même au XIIIe siècle selon certains historiens)[41], puis remanié au XVIIe siècle[42],[43].
- Chapelle Notre-Dame-du-Var, ancien prieuré rural qui faisait partie d’une ferme-chapelle abritant des religieux[44], XVe siècle[45].
- Vestige de son ancien château fort, reste d’une tour fortifiée XIIe et XIIe siècles, vestige du château Grimaldi, datant du XIIIe siècle. Il existe une autre tour vers le nord[46].
- Chapelle du château de la Bastide[47].
- Monolithe[48] inscrit provenant du tombeau de Quintus Vibius Secundianus[49].
- Monuments commémoratifs :
  - Monument aux morts[50] avec croix de guerre[51].
  - Le Monument à la Mémoire des résistants Torrin et Grassi, inauguré le 30 août 1964, sur la place des déportés[52].
  - Plaque commémorative Torrin et Grassi[53].
- Fontaine et lavoir.

### Héraldique
| Blason de Gattières | Blason  | De gueules au lion d’or tenant dans sa patte dextre une tour d’argent chargée d’une croisette du champ. |
| Blason de Gattières | Détails | Le statut officiel du blason reste à déterminer.                                                        |

## Personnalités liées à la commune
- Gérard Lollier, journaliste sportif y est mort le 15 juin 2003.
- Boris Vian[55] dont la famille est déjà présente dans un acte de 1660[56].
- Le sculpteur Lipa[57]

## Jumelages
- Citerna (Italie)
- Montone (Italie) (Italie) depuis 2002

## Galerie

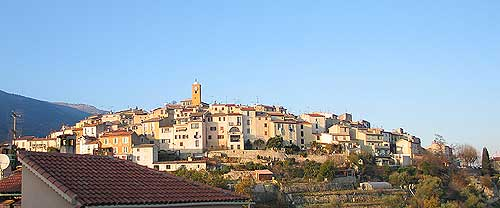
Vue d'ensemble du village.
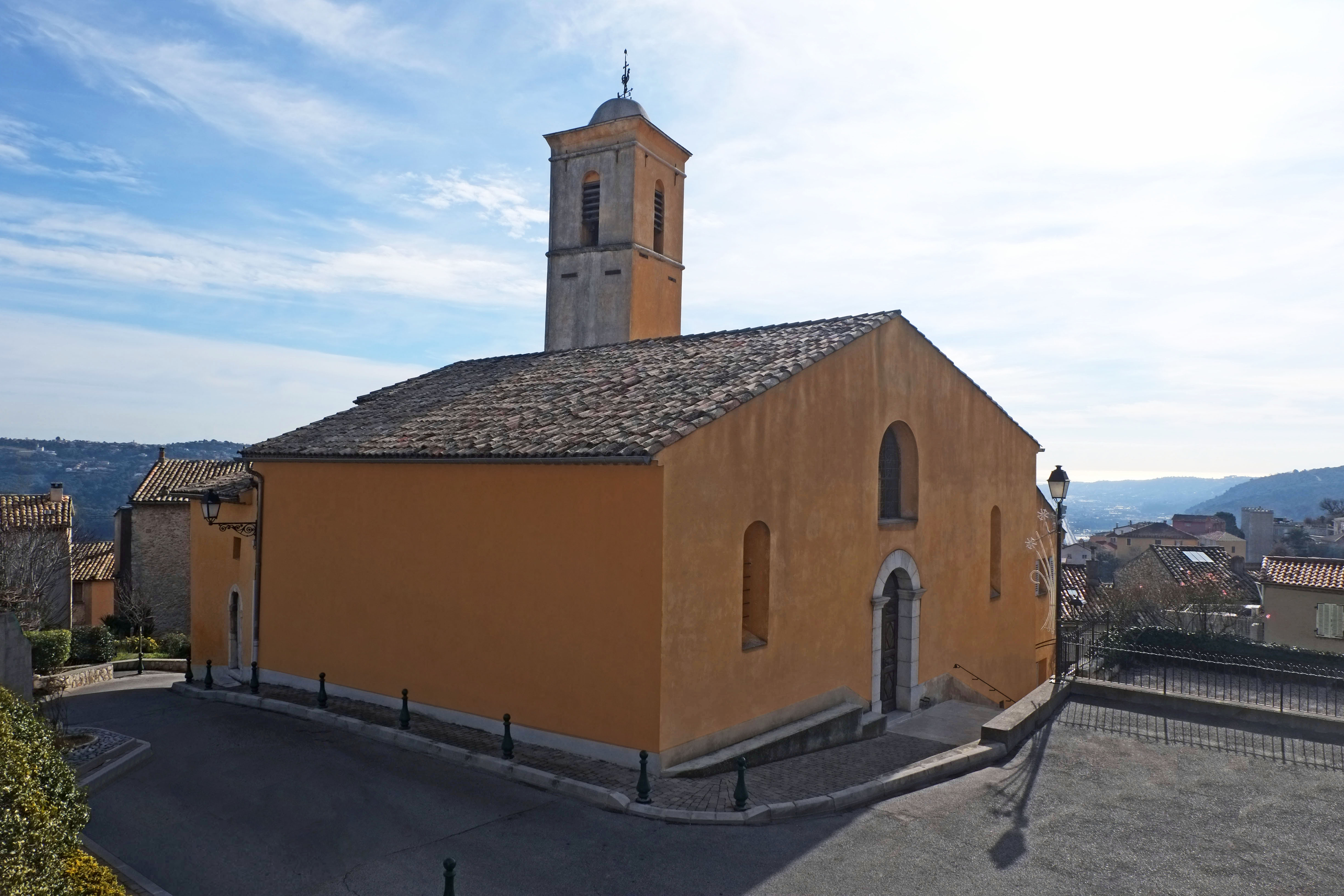
L’église Saint-Nicolas.
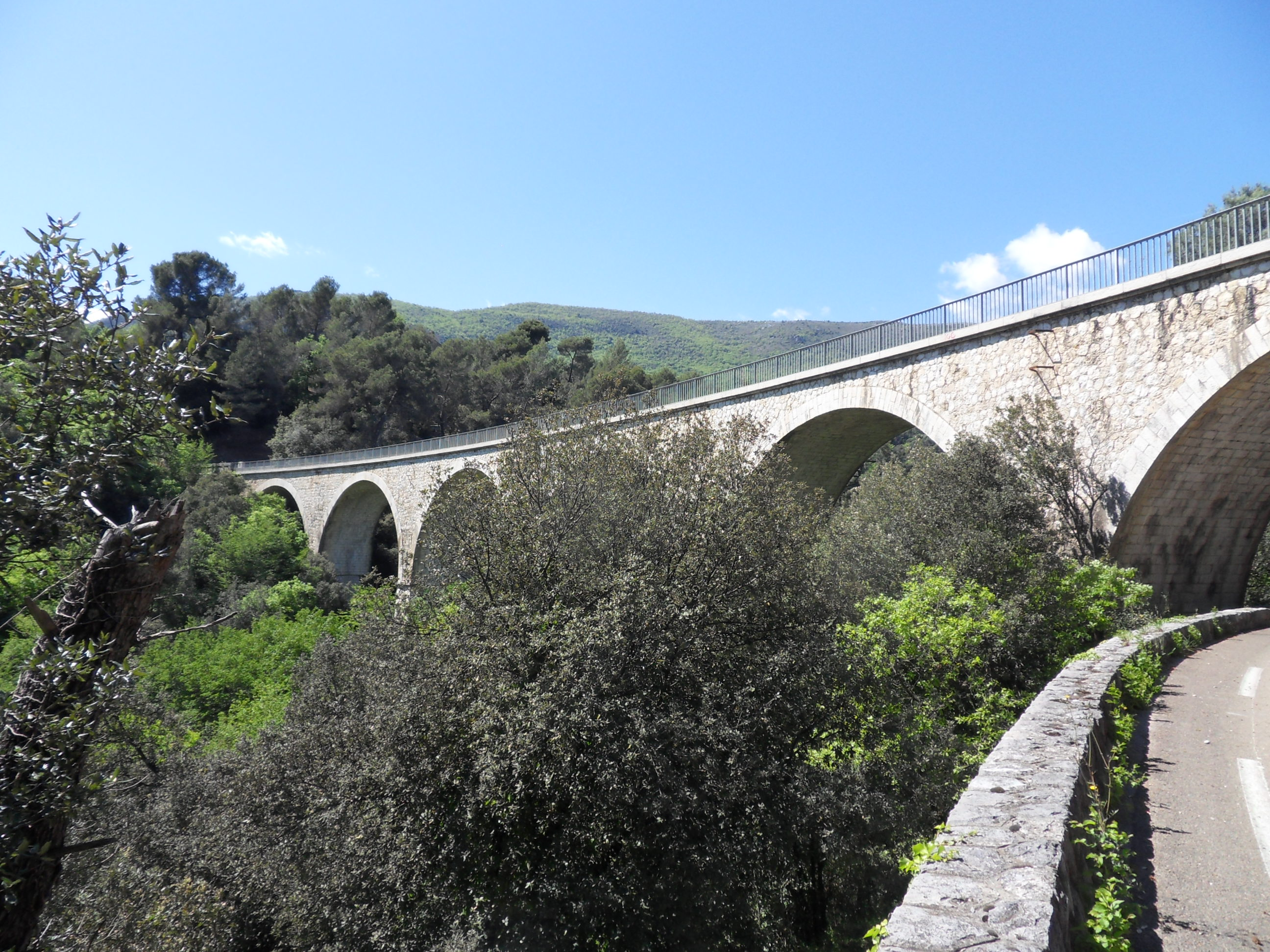
Viaduc de l'Enghiéri.